# Philippe Néricault Destouches
Philippe Néricault Destouches, född 9 april 1680, död 4 juli 1754, var en fransk lustspelsförfattare.
Destouches var sekreterare hos den franske ambassadören i Schweiz, och 1717-1723 chargé d'affaires i London. Han blev medlem av Franska Akademien 1754. Destouches har skrivit pjäser, i vilka han försökt återuppliva det klassiska karaktärsskådespelet. Han var mån om att följa Nicolas Boileaus estetiska regler. Flera av hans verk översattes till svenska under 1700-talet.

## Svenska översättningar
- Den willrådige Stockholms cavailleren (anonym översättning, Stockholm, 1755)
- Den högfärdige (Le glorieux) (översättning Johan Eric Remmer, Stockholm, 1818)